# Alberto Pizango
Segundo Alberto Pizango Chota (* 31. August 1964 im Distrikt Balsapuerto, in der peruanischen Provinz Alto Amazonas in der Region Loreto) war der Präsident der Asociación Interétnica de Desarrollo de la Selva (AIDESEP), der größten indigenen Organisation in Peru. Sie besteht seit 1980 und vertritt rund 350.000 Indianer. Durch die internationale Presse wurde er bekannt, nachdem es ihm gelungen war, eine Einschränkung der Ölbohrrechte auf indianischem Land durchzusetzen.
Im August 2008 unterstützte Pizango Stammesgruppen, die sich gegen die Ausbeutung eines Gasfelds auf ihrem Gebiet im Norden Perus durch die argentinische Gesellschaft Pluspetrol wehrten. Er selbst gehört zur ethnischen Gruppe der Shawi und arbeitete viele Jahre lang als zweisprachiger Lehrer in diversen Indigenen-Gemeinden. Nach Auseinandersetzungen erklärte die Regierung von Cusco für die Regionen von Loreto und Amazonas den Notstand, womit sie das Recht erlangte, die Armee zu Hilfe zu rufen. Reuters meldete, Pizango habe mit den Worten reagiert: „Indigenous people are defending themselves against government aggression.“ (Indianische Völker verteidigen sich gegen Angriffe der Regierung).
Alberto Pizango und der AIDESEP gelang es, die Regierung zur Rücknahme zweier Gesetze zu bewegen, die die indigenen Gebiete Ölunternehmen öffnen sollten. So widerrief Präsident Alan García ein entsprechendes Dekret.
Nachdem neue Untersuchungen der Gebiete genehmigt wurden, bei denen es um ein Gebiet von 45 Millionen Hektar ging, protestierten ab dem 9. April 2009 Angehörige von 65 Stämmen, die sich im Juni in Lima zu einer Blockade zusammenfanden. Pizango rief für den 3. Juni zum Generalstreik auf. Bei der Auflösung der Demonstration kamen bis zum 9. Juni etwa 52 Menschen ums Leben. Zuvor war es auch in anderen Orten, wie Bagua, zu weit über 100 Verletzten und rund 20 Toten gekommen, doch sind die Angaben widersprüchlich. Ministerpräsident Yehude Simon sprach von 22 toten Polizisten und neun Indianern. Die indigene Bevölkerung spricht von mindestens 30 Opfern auf ihrer Seite. Innenministerin und Hardlinerin Mercedes Cabanillas wird für das brutale Auftreten der Polizei verantwortlich gemacht. Hier richtete sich der Protest gegen Wasserkraftwerke in Stammesgebieten, bei dessen Planung die Bewohner übergangen wurden.
Nachdem ein Haftbefehl wegen Volksverhetzung und Verschwörung ergangen war, wofür ihm bis zu 35 Jahren Haft drohten, suchte Pizango zunächst vergeblich Asyl in Bolivien, dann nahm ihn Nicaragua in seine Botschaft auf, wo er Politisches Asyl beantragte, was ihm wenig später gewährt wurde. Eine Woche später genehmigte die peruanische Regierung die Ausreise Pizangos.
Pizangos Stellvertreterin Daysi Zapata kündigte eine Fortsetzung der Streiks und Demonstrationen an. Alán García sprach von Methoden, die denen des Sendero Luminoso ähneln. Pizango warf seinerseits der Regierung Völkermord vor.
Das wachsende Selbstbewusstsein der indigenen Völker wird dem Aufstieg des Indios Evo Morales in Bolivien zugeschrieben. Peruanische Regierungsmitglieder sehen in ihm den Drahtzieher der Unruhen und tatkräftigen Unterstützer Alberto Pizangos.
Im Ergebnis der Unruhen nahm die Regierung die umstrittenen Dekrete mit 82 zu 14 Stimmen zurück, was jedoch nur die Rückkehr zum vorherigen, für die dortige indigene Bevölkerung ebenfalls unbefriedigenden Status quo bedeutete.
Am 27. August 2009 wurde bekannt, dass die peruanische Regierung Pizango durch Interpol suchen lässt und seine Auslieferung fordert.
Am 26. Mai 2010 kehrte Pizango aus eigenem Entschluss nach Peru zurück. Bei seiner Ankunft wurde er inhaftiert, am nächsten Tag unter Auflagen wieder freigelassen.
Im August 2010 kündigte Pizango auf einer Pressekonferenz in Lima die für September vorgesehene Gründung einer indigenen Partei an, der Alianza para la Alternativa de la Humanidad (Allianz für die Alternative der Menschheit, APHU). An ihrer Spitze will Pizango bei den peruanischen Präsidentschaftswahlen im Jahr 2011 antreten.